# Bravia Chaimite
El Bravia Chaimite es un vehículo blindado construido por la compañía portuguesa Bravia y ha sido utilizado por el Ejército Portugués en las guerras coloniales de Angola, Mozambique y Guinea-Bissau, de 1967 a 1974.
El Chaimite tiene 2 versiones principales el VBTP V-200 y el VBPM V-600. El VBTP, (Veículo Blindado Transporte Pessoal), tiene una capacidad de 11 hombres y está armado con una ametralladora pesada Browning .50, mientras que el VBPM, (siglas portuguesas de: vehículo blindado de transporte de mortero), tiene una capacidad de 4 hombres y está armado con una ametralladora pesada Browning .30 y un mortero de 81 mm. 
El blindaje de este APC es capaz de resistir munición de hasta 7,62 OTAN.
El Chaimite se está eliminando gradualmente del Ejército portugués, siendo sustituido por el austríaco Pandur II 8x8.

## Variantes
- V-200: transporte blindado de personal
- V-200 Armada 60: variante especial para los marines portugueses armado con un lanzacohetes múltiple de 60 mm
- V-300: fuego de apoyo ligero con 7.62 OTAN o 20 mm
- V-400: fuego de apoyo pesado de 90 mm
- V-500: comunicaciones
- V-600: vehículo blindado de transporte de mortero
- V-700: antitanque
- V-800: ambulancia
- V-900: vehículo de recuperación
- V-1000: antidisturbios armado con cañón de agua

## Usuarios
- Filipinas
  - Ejército Filipino - 20
- Líbano: 
  - Fuerzas de Seguridad Interna - 30
- Libia
  - Guardia presidencial - 16
- Palestina
  - Organización para la Liberación de Palestina - un único vehículo suministrado por Libia y capturado por las Fuerzas de Defensa de Israel en el Valle de la Becá en 1982
- Perú
  - Infantería de Marina - 20
- Portugal - 80 se retiró del servicio.
  - Ejército Portugués
  - Cuerpo de marines

### Vehículos similares
- Cadillac Gage Commando
- M1117
- BRDM-2
- Véhicule de l'Avant Blindé
- VAE